# Radio SRF Virus
Radio SRF Virus est une station de radio publique germanophone diffusée par Schweizer Radio und Fernsehen en Suisse. Contrairement aux trois chaînes phares de la radio alémanique, Radio SRF Virus est, tout comme Radio SRF Musikwelle, produite non pas à Bâle, mais à Zurich.

## Histoire
Radio SRF Virus est lancée en 1999 sous le nom de DRS Virus. À l'origine, elle était programmée pour être la station d'information DRS 4. 
En 2007, elle devient DRS Virus.ch et ses studios sont basés à Bâle.
À la suite de la fusion en 2011 des groupes publics télévisuel Schweizer Fernsehen et radiophonique Schweizer Radio DRS, DRS Virus.ch devient Radio SRF Virus à partir du 16 décembre 2012.

## Identité visuelle

### Logos

Ancien logo de Virus de 1999 à 2007
Ancien logo de DRS Virus.ch de 2007 à 2012
Logo de Radio SRF Virus du 16 décembre 2012 à 2020
Logo de Radio SRF Virus de 2020 à décembre 2022
Logo de Radio SRF Virus depuis décembre 2022

## Programme
Elle diffuse un programme exclusivement musical avec des musiques plus alternatives que sur Radio SRF 3. Le programme de Radio SRF 1 est parfois repris temporairement.

## Diffusion
DRS Virus avait un très faible taux d'écoute, notamment en raison d'une faible couverture. En 2006, une restructuration devient nécessaire. En même temps, Virus subissait de plein fouet les nouveaux modes de consommation des médias, l'utilisation d'internet en hausse et l'écoute de la radio en baisse. Après une restructuration et une diffusion via internet, la radio obtint en 2007, lors du Swiss RadioDay, journée rassemblant les spécialistes de la branche, le prix Radio of the year notamment par le fait que la radio avait réussi à accroître massivement son taux d'audience de plus de 99,3 %. 
Elle est diffusée par DAB, par câble et sur internet.